# Aldo Bonomo
Aldo Bonomo (Torino, 15 aprile 1929 – Sondalo, 1º settembre 2005) è stato un avvocato italiano, pioniere della televisione privata in Italia e presidente di Fininvest SpA dal 1996 al 2005.

## Biografia
Vissuto a Sondrio, si laurea in giurisprudenza a Milano e diviene uno degli avvocati più esperti nel diritto d'autore. 
Dagli albori nel 1978 con Telemilano, fino a Canale 5, Italia 1, Retequattro, è l'avvocato delle tv libere nel contenzioso che riguarda soprattutto il tema cruciale dell'interconnessione, ossia la possibilità di trasmettere in contemporanea su tutto il territorio nazionale anche per i cosiddetti network privati. Con la prima legge n. 10/85 di conversione della decretazione d'urgenza e di riconoscimento di un fenomeno di interesse nazionale, e poi con la legge Mammì del 1990, che sanciva il riconoscimento del sistema radiotelevisivo misto pubblico-privato, ebbe fine il far west dell'etere, o wild west come altri ebbero a definire quel periodo di caotico accaparramento di frequenze in una situazione di vuoto legislativo. 
Divenuto ormai noto uno dei massimi esperti di diritto in campo radiotelevisivo, Aldo Bonomo resta consulente di Fininvest e, in coincidenza con la riorganizzazione del gruppo dopo l'ingresso in politica di Silvio Berlusconi, nel 1994, diviene consigliere d'amministrazione di Mediaset, ivi restando fino al settembre 1996, anno della quotazione in borsa. Nel giugno 1995 entra nel consiglio di amministrazione di Publitalia '80. Nel luglio '96 subentra a Fedele Confalonieri, che lascia la presidenza della Fininvest per dedicarsi interamente a Mediaset. 
Muore nel 2005 presso l'ospedale di Sondalo.